# Skabo Jernbanevognfabrik

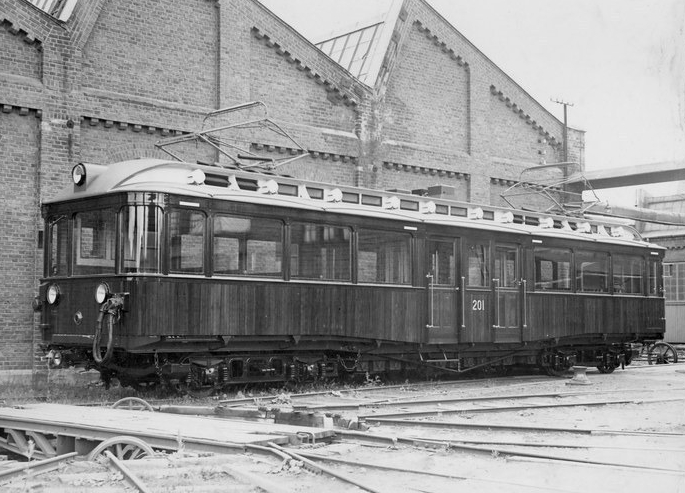
Förortsbanetåg från Skabo Jernbanevognfabrik

Skabo Jernbanevognfabrik AS var en norsk mekanisk verkstad, vilken utvecklade och tillverkade järnvägsfordon. Företaget bildades i Drammen 1864 av Hans Skabo (1823–1923) och blev Norges första fabrik för tillverkning av järnvägsfordon. Företaget började tillverka vagnar för Kongsvingerbanen. Med företagets tillväxt, flyttade det tillverkningen till "Tyskerstranden" mellan  Bestumkilen och Frognerkilen vid Skøyen i dåvarande Kristiania i 1873.
Fabriken samarbetade nära med grannföretagen Norsk Elektrisk & Brown Boveri och Thunes mekaniske Værksted och var 1895 med i konstruktionen av den första norgebyggda elektriska spårvagnen.
Eftersom order på järnvägsvagnar lades oregelbundet, producerade Skabo jernbanevognfabrik en mängd varor. Bland annat tillverkades också bilkarosser under 1920- och 1930-talen. Företaget tillverkade också tekniska apparater och parkett.
Skabo Jernbanevognfabrik köptes 1959 av Norsk Elektrisk & Brown Boveri och Strømmens Værksted, varefter tillverkningen efter hand flyttade ut 1988–1983.

## Vägfordon
Företaget var under 1920- och 1930-talen en betydande leverantör av bussar till norska kunder. Karosser byggdes på chassier från et bland andra Berliet, Büssing, Studebaker, Citroën, GMC och Buick. Karosserna från 1920-talet bar tydlig likhet med bolagets järnvägsvagnar och utsattes av hård konkurrens från tillverkare av lättare konstruktioner. 
Skabo jernbanevognfabrik tillverkade också karosser för taxibilar av märket International och för andra specialiserade fordon. 
Åren 1932–1933 monterade fabriken omkring 75 bilar av märket Rockne modell 60 och 75. Flertalet var fyradörrars sedaner, men också några cabrioleter sattes ihop. Rockne var ett bilmärke ägt av Studebaker och uppkallat efter den norskfödde amerikanske fotbollsspelaren Knute Rockne.

## Bildgalleri

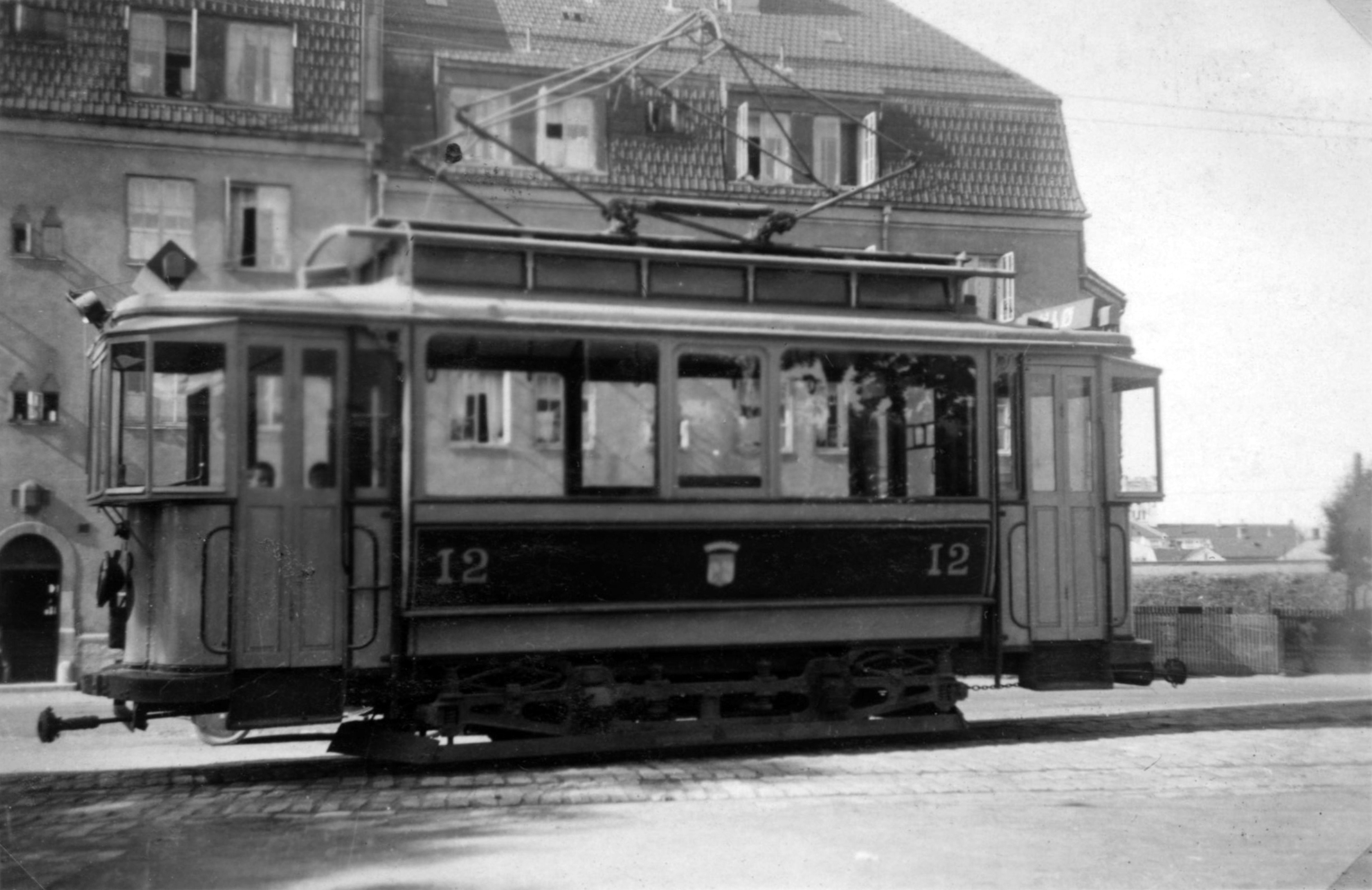
Spårvagn nummer 12 på Trondheims spårvägsnät, 1904
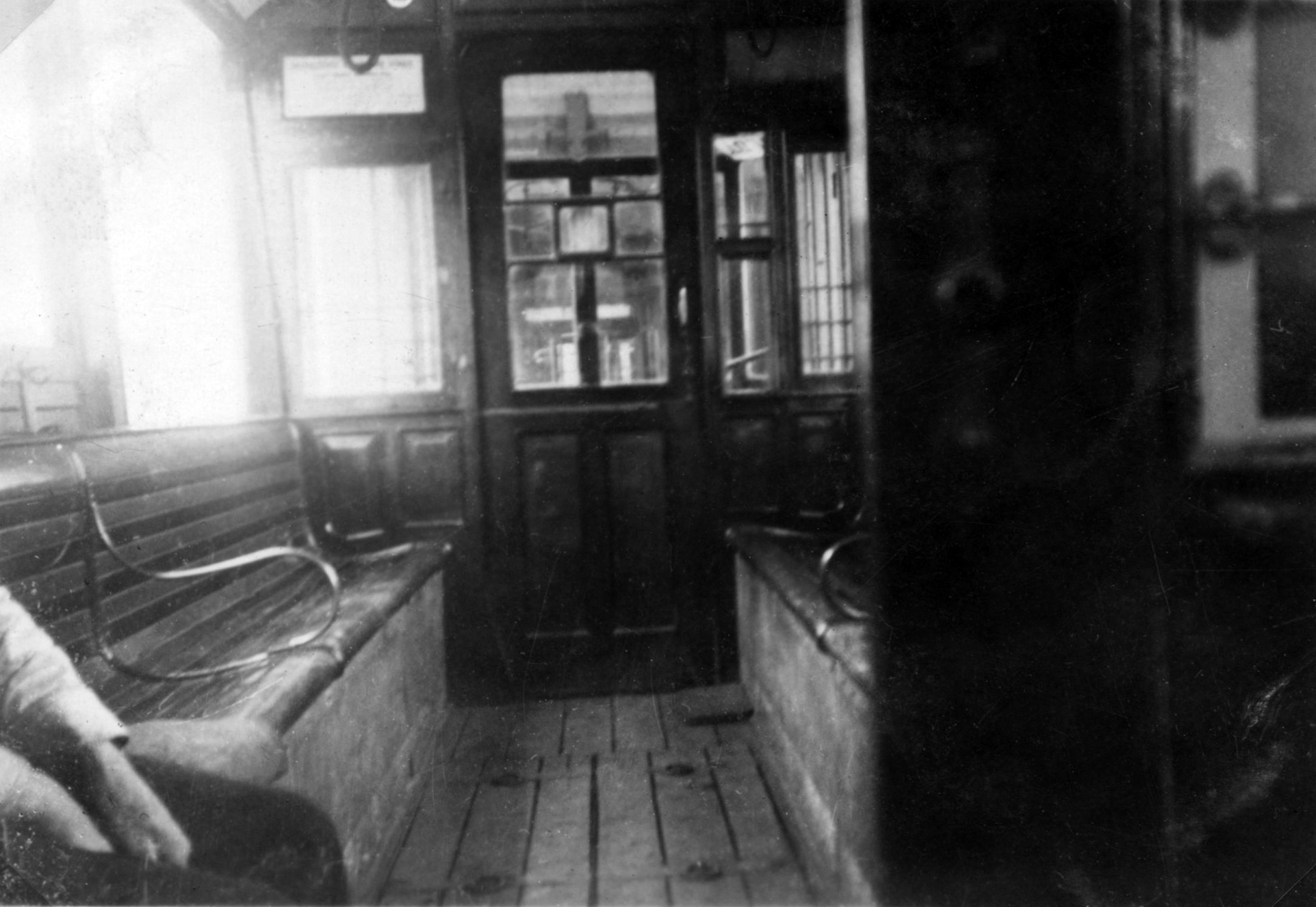
Interiör från Skabovagn, 1904
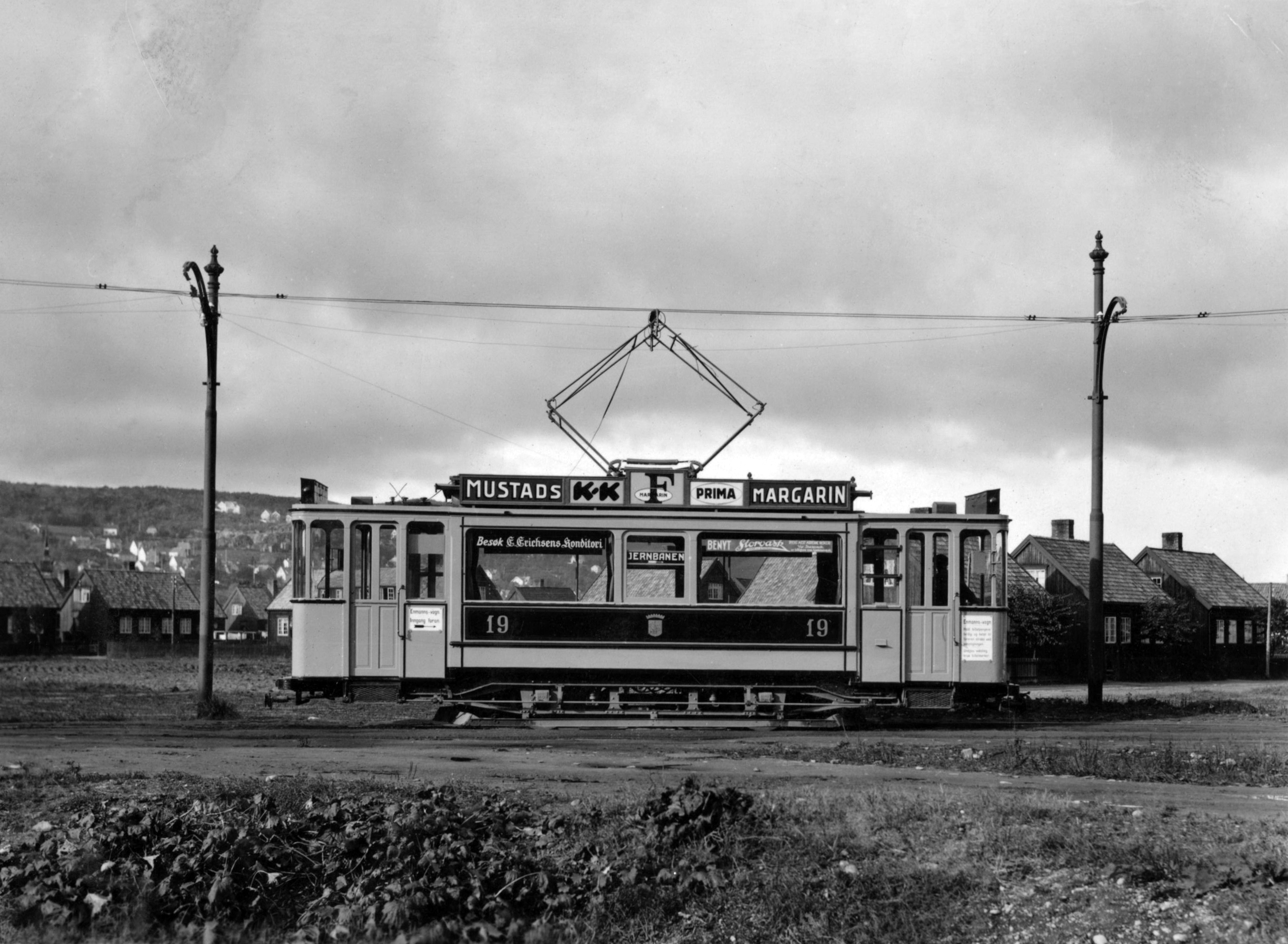
Spåvagn i Trondheim från 1913–1915
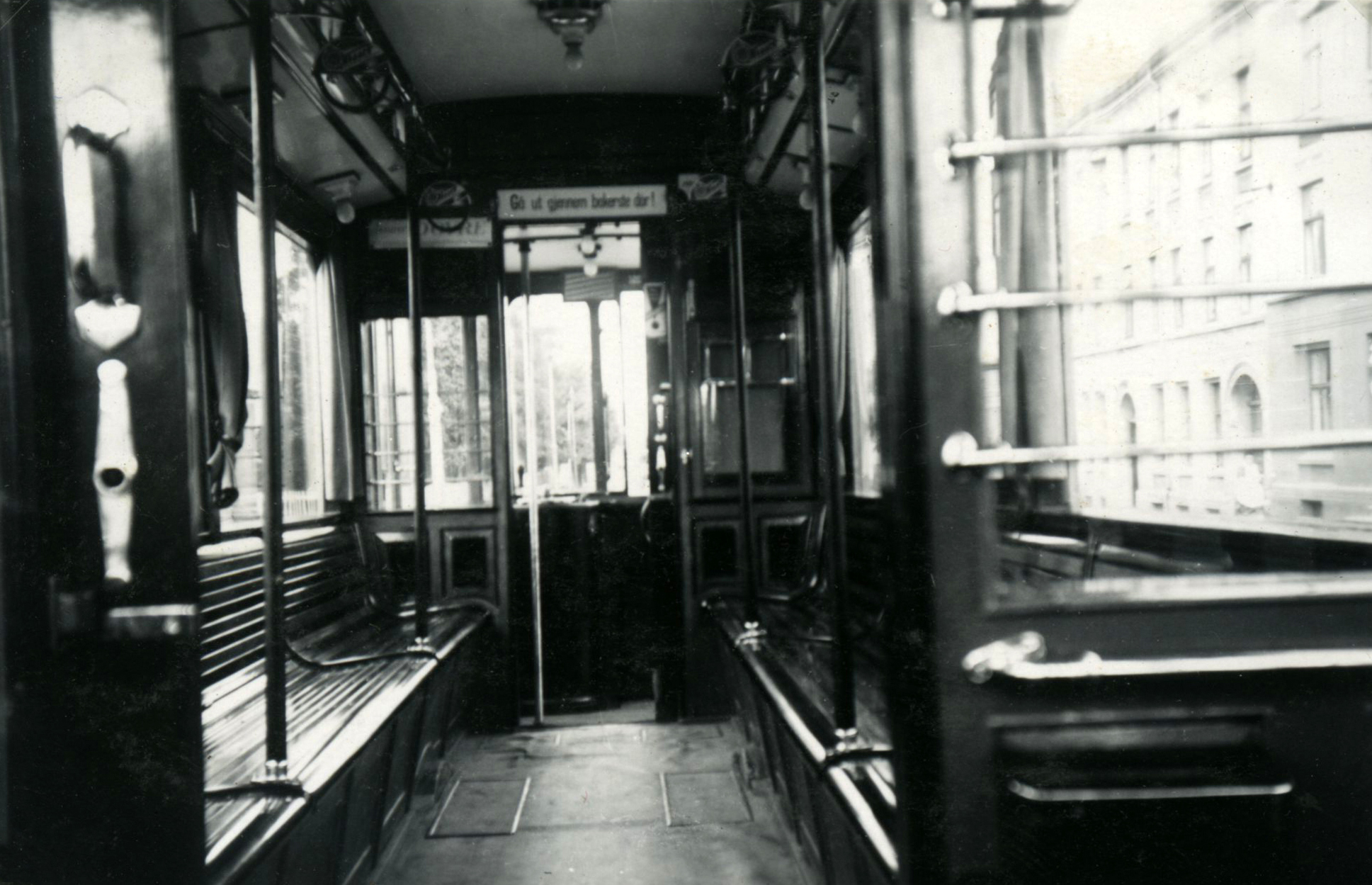
Interiör från Skabovagn från 1913
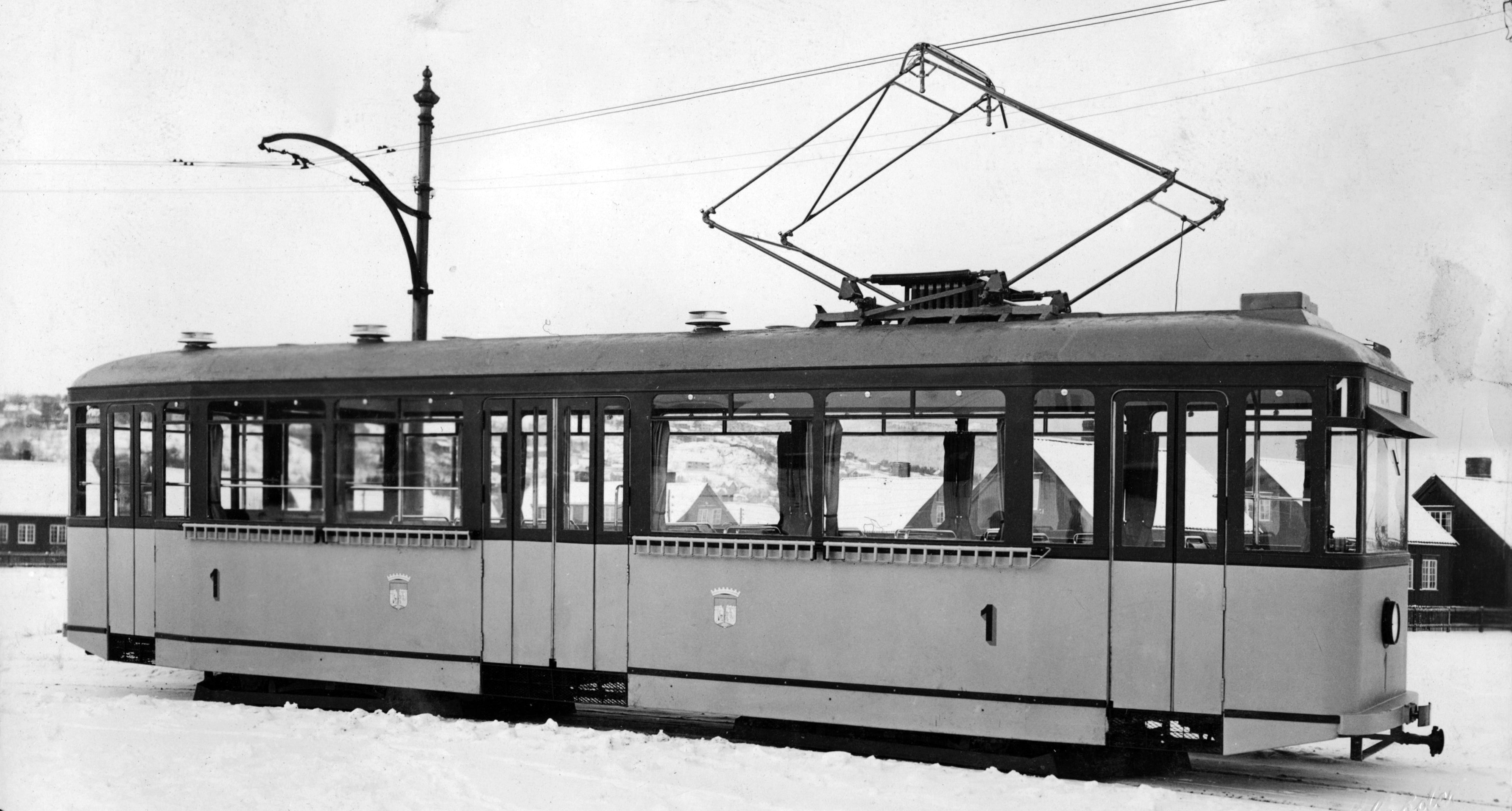
Skabospårvagn i Trondheim, 1938
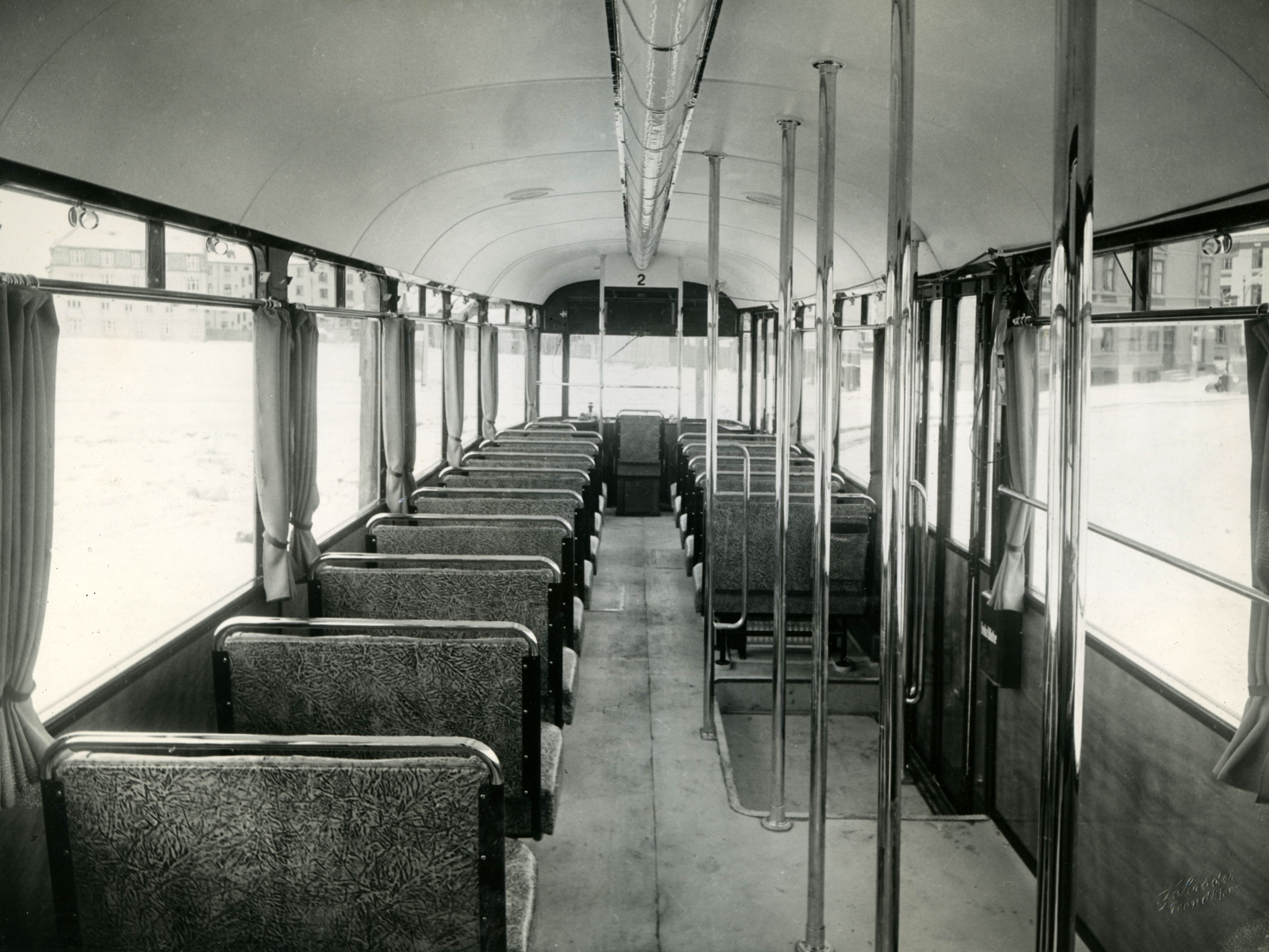
Interiör i Skabospårvagn i Trondheim, 1938